# ニューオーリンズ・ゴールド
ニューオーリンズ・ゴールド（New Orleans Gold）は、アメリカ合衆国・ルイジアナ州メテリーに本拠地を置くラグビーユニオンクラブである。スタジアムはゴールドマイン。

## 歴史
2017年、創設。
2018年シーズンからメジャーリーグラグビーに加入。

## スコッド
- モニ・トンガウイラ（主将・アメリカ合衆国代表）
- ジョー・タウフェテ（アメリカ合衆国代表）
- ポール・ミューレン（アメリカ合衆国代表）
- ルーベン・デ・ハース（アメリカ合衆国代表）
- エド・フィドウ（サモア代表）
- キャメロン・ドラン（カナダ代表）
- ジャレッド・アダムス
- ダミアン・スティーブンズ（ナミビア代表）
- ジョーダン・ジャクソン＝ホープ

## 歴代所属選手
- ヒューバート・バイデンス（カナダ代表）
- カイル・ベイリー（カナダ代表）
- イグナシオ・ドッティ（ウルグアイ代表）
- ケイン・トンプソン（サモア代表）
- エリック・ハワード（カナダ代表）